# Hematita

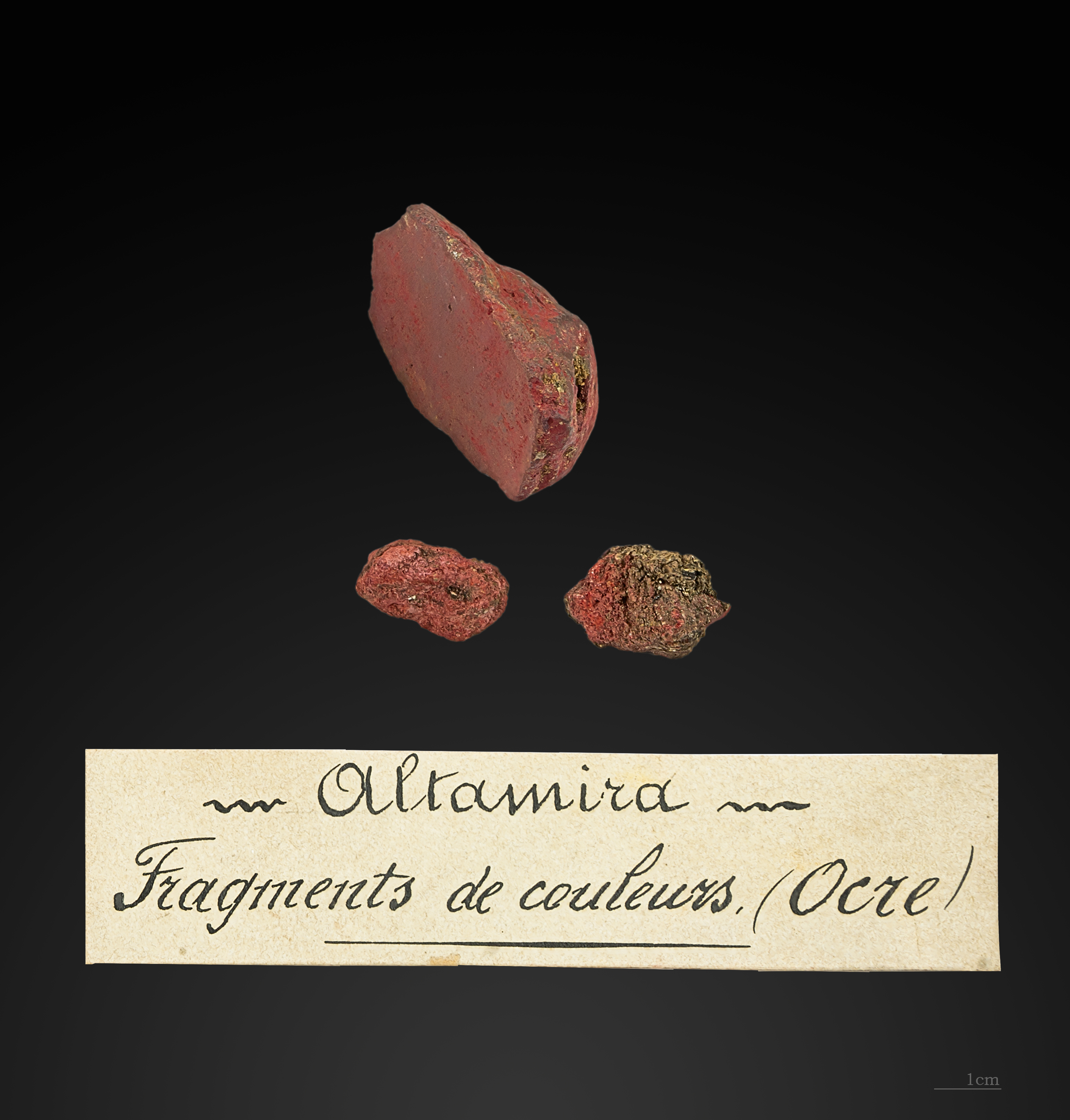
Oligisto terroso encontrado en la cueva de Altamira, utilizado hace unos 15 000 años como pintura roja.

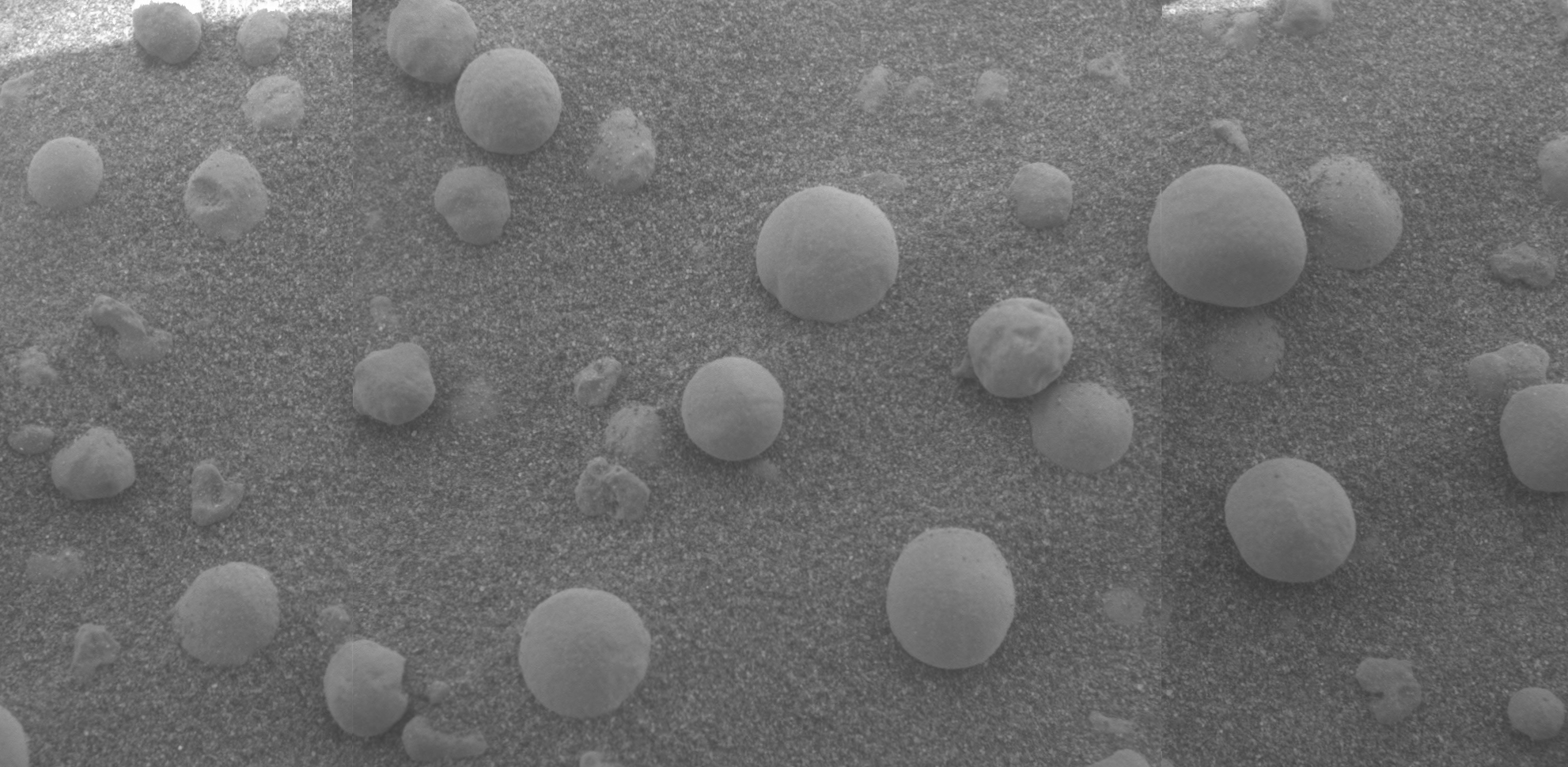
Mosaico de imágenes del Mars Exploration Rover Microscopic Imager mostrando esférulas de hematita parcialmente incrustadas en roca en el lugar de aterrizaje de Opportunity. La imagen mide unos 5 cm (2 in).

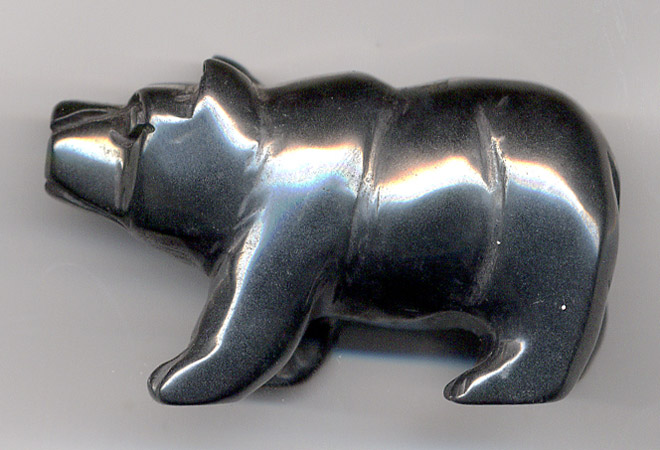
Talla de hematites de 5 cm de longitud

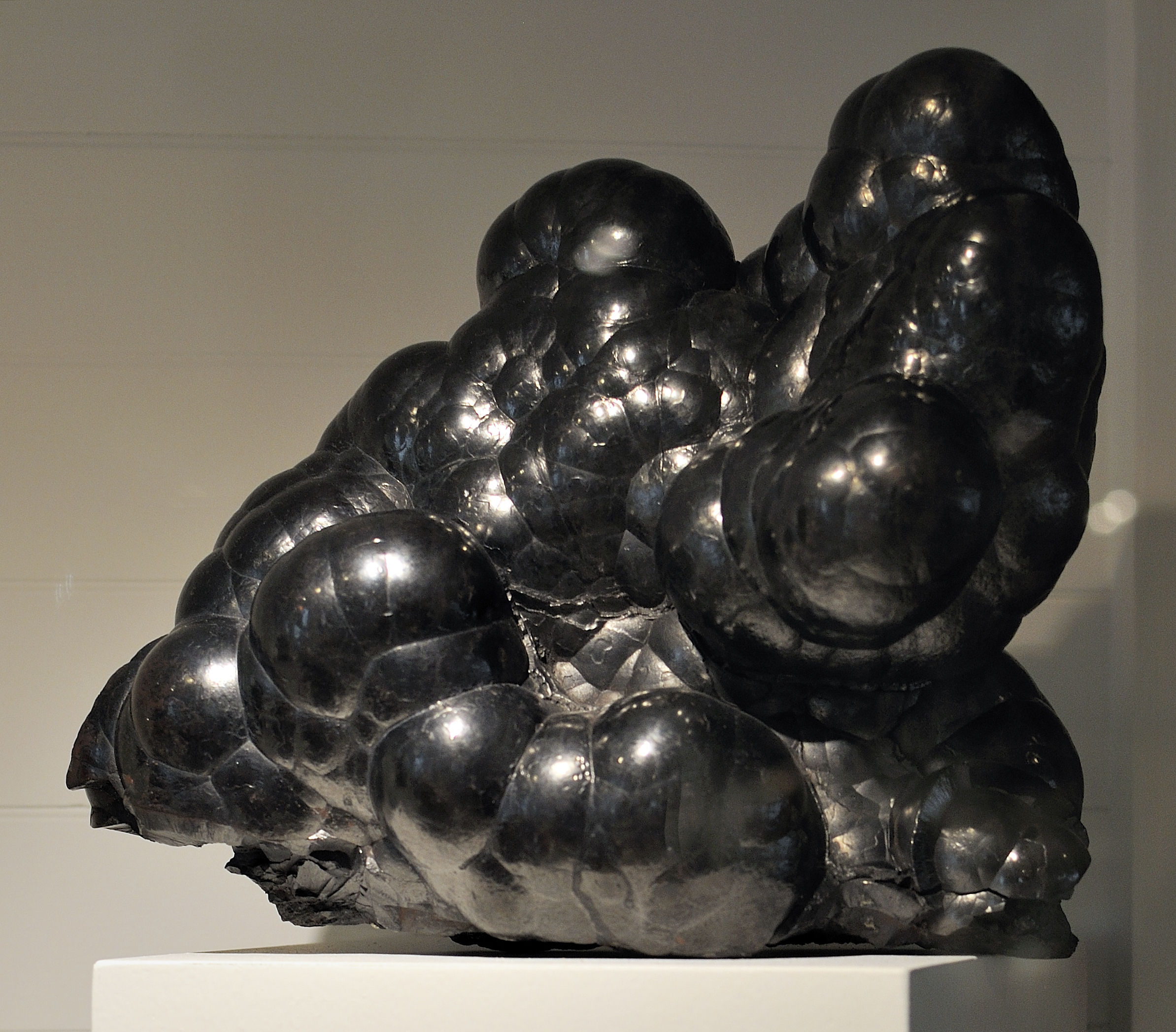
Variedad botroidal, con forma de racimo de uvas, de hematitas.

La hematita, hematites, oligisto o acerina es la forma mineral del óxido férrico, cuya fórmula es Fe2O3.
Su nombre se remonta a los años 300-325 a. C. cuando Teofrasto la denominó «αιματίτις λίθος» (aimatitis lithos), en griego ‘piedra de sangre’. Traducido en el año 79 por Plinio el Viejo como haematites (‘parecida a la sangre’), en alusión al vívido color rojo de su polvo; es posiblemente el primer mineral cuyo nombre lleva el habitual sufijo -ita.
La forma moderna de su nombre evolucionó simplificando su ortografía, excluyendo la primera «a» (hematites).

## Propiedades
La hematita tiene una apariencia muy variable: color pardo rojizo, masas ocres, masas oscuras de color gris plateado, cristales de color gris plateado a negro o masas de color gris oscuro. Todas tienen en común la raya color rojo teja.
Presenta brillo submetálico, metálico, apagado o terroso.
Con luz reflejada adquiere coloración blanca o blanca-grisácea, con un tinte azulado y reflexiones internas color rojo sangre.
Posee dureza entre 5 y 6 en la escala de Mohs y densidad de 5,27 g/cm³. Se disuelve lentamente en ácido clorhídrico.
La hematita cristaliza en el sistema trigonal, clase hexagonal escalenoédrica.
Es polimorfo de la luogufengita y de la maghemita, mineral este último que cristaliza en el sistema cúbico.
En estado puro la hematita contiene un 69 % de hierro, pudiendo contener trazas de titanio, aluminio, manganeso y agua.
Es el miembro principal de un grupo mineralógico que lleva su nombre (grupo de la hematita), siendo el análogo férrico de corindón, eskolaíta y karelianita.

## Morfología y formación
Forma cristales generalmente tabulares {0001}, raramente prismáticos [0001] o escalenoédricos; ocasionalmente también romboédricos {1011}, dando lugar a cristales pseudo-cúbicos. A menudo se encuentra en crecimientos subparalelos en {0001} o como rosetas («rosas de hierro»).
Otras veces se presenta en masas de micáceas o laminares. Dichas masas pueden ser columnares compactas o fibrosas, a veces radiantes, reniformes, botrioidales o estalácticas.
La hematita aparece en depósitos de metasomatismo de contacto, puede tener origen hidrotermal, ser un mineral accesorio en rocas ígneas o ser un producto de la meteorización de rocas ferruginosas.
También puede formar parte de oolitos de origen sedimentario.

## Usos
La hematita constituye la mena más importante de hierro.
Tiene además varios usos industriales: la variedad roja se usa como pigmento desde la antigüedad, tanto para utilizarse sobre objetos como en paredes o para marcar al ganado. Actualmente es muy importante como componente de la capa de imprimación para la pintura de protección de estructuras de hierro y acero.

## Variedades

### Hematita especular o especularita
Presenta un color gris a plateado de brillo metálico a submetálico. Se ve como pequeños espejos, de ahí su nombre «especular» (es un mineral producto de la alteración de pirita y magnetita). Se puede presentar en hábito hojoso o tabular, o como cristales anhedrales.

### Hematita terrosa
Tiene color rojizo, además de tener la característica de que mancha la piel al tocarla. Se observan contenidos de otros minerales dentro de ella, si son cristales blancos y transparentes, probablemente son minerales de zinc, tales como hemimorfita o calamina y smithsonita, carbonatos de zinc que se pueden identificar mediante tratamiento con ácido clorhídrico.
Al atacar una muestra de hematita terrosa con este ácido, se observa que esta es ligeramente soluble en el ácido, obteniéndose una coloración amarilla.

## Yacimientos
La hematita es un mineral muy extendido.
Son notables los cristales procedentes del desfiladero Cavradi (Grisones, Suiza), de la mina Río Marina (isla de Elba), y de Minucciano, Pietrasanta y Vagli Sotto (Toscana, Italia).
Igualmente, en el monte Salza (Piamonte), se han descubierto agregados de cristales de hematita en forma de rosa de hierro cuyo diámetro alcanza los 3-4 cm.
En Francia hay también importantes depósitos en Pontgibaud (Auvernia-Ródano-Alpes), Sainte-Marie-aux-Mines (Gran Este) y minas Saint-Maime (Provenza-Alpes-Costa Azul).
España cuenta con yacimientos de hematita en las minas de Alquife (Granada) —donde aparece cristalizando sobre su mismo ocre y con calcita—, en El Pedroso (Sevilla) y en la provincia de Jaén. Asimismo, se han encontrado ejemplares muy interesantes en El Llagú (Asturias) así como en Tierga (Zaragoza).
A nivel gemológico, destacan los depósitos de Bawpadan (Mandalay, Birmania) y de Jos (Nigeria); en este último enclave se extraen zafiros que se hallan asociados a hematita, goetita y gibbsita.

### Hematita en Marte
La firma espectrográfica de la hematita pudo verse en el planeta Marte mediante el espectrómetro de infrarrojos a bordo de las sondas Mars Global Surveyor y Mars Odyssey de la NASA en órbita alrededor del planeta. El mineral fue visto en abundancia en dos lugares del planeta: en Terra Meridiani, cerca del ecuador marciano en la longitud 0°, y en Aram Chaos, cerca de Valles Marineris. En otros lugares también apareció, en especial en Aureum Chaos.
Debido a que la hematita terrestre es un mineral que se forma típicamente en entornos acuosos o debido a alteraciones debidas al agua, esta detección fue suficientemente interesante a nivel científico que el segundo de los dos Mars Exploration Rovers fue enviado a un lugar de la región de Terra Meridiani denominada Meridiani Planum. Investigaciones in situ realizadas por el rover Opportunity mostraron una cantidad significante de hematitas, mucha de la cual estaba en la forma de pequeñas esférulas marcianas que fueron llamadas informalmente «blueberries» por el equipo científico. El análisis indica que estas esférulas son, aparentemente, concreciones formadas por una solución de agua.

Solo el descubrir cómo se formó esta hematites nos ayudará a caracterizar el entorno en el pasado y a determinar si ese entorno era favorable para la vida.